# Hove (Antwerpen)
Hove is een gemeente in de Belgische provincie Antwerpen en behoort tot het kieskanton en het gerechtelijk kanton Kontich. Hove telt ruim 8.000 inwoners.
Hove ligt ongeveer 9 kilometer van Antwerpen en wordt vaak genoemd als een van de meest welvarende gemeenten van België. Hove bekleedt de vierde plaats op de lijst van Belgische gemeenten gerangschikt op basis van het gemiddelde jaarinkomen van de bevolking in 2021.

## Toponymie
Het toponiem Hove is vermoedelijk afkomstig uit het Germaans en heeft de betekenis pachthoeve, hoeve of boerenerf.
Hove heeft verschillende naamgenoten in de wereld (Engeland, Duitsland (2), Denemarken (3), Noorwegen (2), Australië en de Verenigde Staten). Het Vlaamse Hove is de enige zelfstandige gemeente Hove in de wereld, de anderen maken deel uit van een groter geheel. Tot op heden zijn er geen specifieke contacten gelegd tussen al deze plaatsen.

## Geschiedenis
Bij spoorwegwerken in 1835, 1872 en 1873 werden in Hove brandurnen uit de vroege ijzertijd gevonden. In 1988 vond men aan de Holleweg een kobaltblauwe, vijfribbige glazen armband uit de late ijzertijd.
Vóór 1200 bestond hier een leen- en laathof Frythout, dit is Vrijhout, genaamd naar het vroegere bos. In 1370 gaf Laureys Volcaert, leenman van de hertog van Brabant, de grote tienden in leen aan de kerk van Hove. Daardoor werd het na 1370 soms verkeerdelijk laathof Sint Laureys genoemd. Omstreeks 1200 scheurde Hove zich af van Kontich en vormde met Boechout een schepenbank. Toen de hertog van Brabant in 1356 de oorlog tegen de graaf van Vlaanderen verloor, moest hij zijn rechten en gebied over Hove afstaan. In 1406 kwamen Hove en Boechout weer in handen van één man, hertog van Brabant, Antoon van Bourgondië. Jarenlang bleven de twee dorpen deel uitmaken van het hertogelijke domein. Hove telde in 1437 maar 47 haarden of 250 inwoners.
Om zijn oorlogen te financieren gaf Filips II in 1558 het dorp in pand aan de Heer van Cantincrode, de latere kardinaal Granvelle. Hove bleef deel uitmaken van Cantincrode, ook toen dit in 1570 een graafschap werd. In 1583 verwoestten de Spanjaarden bijna het hele dorp; het ontvolkte. In de Franse bezettingstijd bestuurde een "maire" Hove: eerst Martinus Schroyens, later Albert van der Haeghen. Onder het Koninkrijk der Nederlanden (1815-1830) werd Van der Haeghen de eerste burgemeester. Hove was een landbouwdorp. De opening van de spoorlijn Mechelen-Antwerpen in 1836 en de stopplaats in 1888 brachten een goede verbinding met de stad Antwerpen tot stand.
Omstreeks 1900 kwamen heel wat rijke stedelingen zich hier op een buitenverblijf vestigen. Na de Tweede Wereldoorlog ontstonden villawijken in de omgeving van de kastelen Weyninckhoven, Rattennest en Cappenberg. Men bouwde midden 1970 een sociale villawijk aan de Lintsesteenweg (de Vogeltjeswijk). De landbouw verdween grotendeels, nog enkele tuinbouwbedrijven zijn aanwezig.
Bij de grote fusieoperatie werd Hove niet gefuseerd met buurgemeenten zoals Edegem of Boechout door het verzet van de toenmalige burgemeester (en CVP-Voorzitter) Frank Swaelen, die burgemeester wilde blijven. Hierdoor werd Hove de kleinste gemeente van de provincie Antwerpen met een oppervlakte van nauwelijks zes vierkante kilometer.

## Geografie

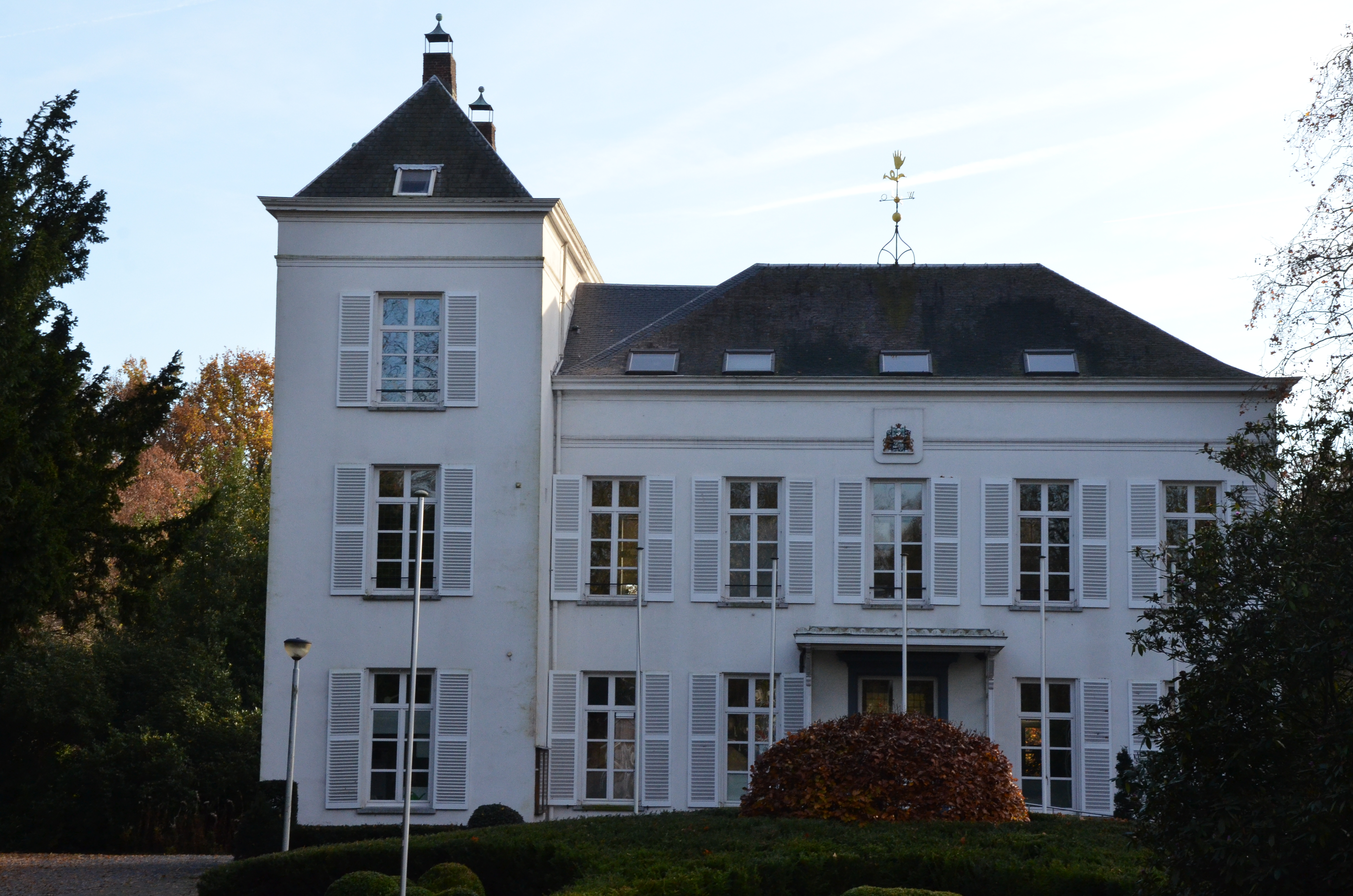
Het gemeentehuis, Kasteel Weyninckhoven

### Kernen
Hove heeft geen deelgemeenten of gehuchten en is in hoofdzaak een forensendorp met villawijken. In het zuidoosten bevinden zich bossen en weiden en het landelijk gebied Boshoek (gespreid over de gemeenten Hove, Boechout, Lint en Lier).

### Officieuze wijken
Ten noorden van Hove centrum ligt de Bloemetjeswijk, zo geheten omdat de straten er namen van bloemen dragen. Ten zuiden van het centrum ligt de Meylwijk, genoemd naar de Meylstraat. Ten oosten van het gemeentepark ligt de Vogeltjeswijk, waar de straten vogelnamen hebben. Ten zuiden van het Gemeentepark ligt de Dallaswijk. Aan de westkant van het spoor ligt de Vredewijk, vernoemd naar de Vredestraat.

### Hydrografie
Hove ligt tussen de stroomgebieden van de Nete en de Schijn die beide tot het stroomgebied van de Schelde behoren. Zowel de Lauwerijkbeek, als de Koude Beek ontspringen in de gemeente.

### Topografie
De bodem is zandig zandlemig. Het zuiden van de gemeente ligt gemiddeld 6 m boven zeeniveau en het noorden 22 m. De afstand naar Lier bedraagt ongeveer 7 km (in vogelvlucht), naar Antwerpen 9 km, naar Mechelen 14 km en naar Brussel ten slotte 35 km.

### Aangrenzende gemeenten
| Aangrenzende gemeenten | Aangrenzende gemeenten | Aangrenzende gemeenten | Aangrenzende gemeenten | Aangrenzende gemeenten |
| ---------------------- | ---------------------- | ---------------------- | ---------------------- | ---------------------- |
|                        |                        | Mortsel                |                        |                        |
|                        |                        |                        |                        |                        |
| Edegem                 | Boechout               |                        |                        |                        |
|                        |                        |                        |                        |                        |
| Kontich                |                        |                        |                        | Lint                   |

## Bezienswaardigheden

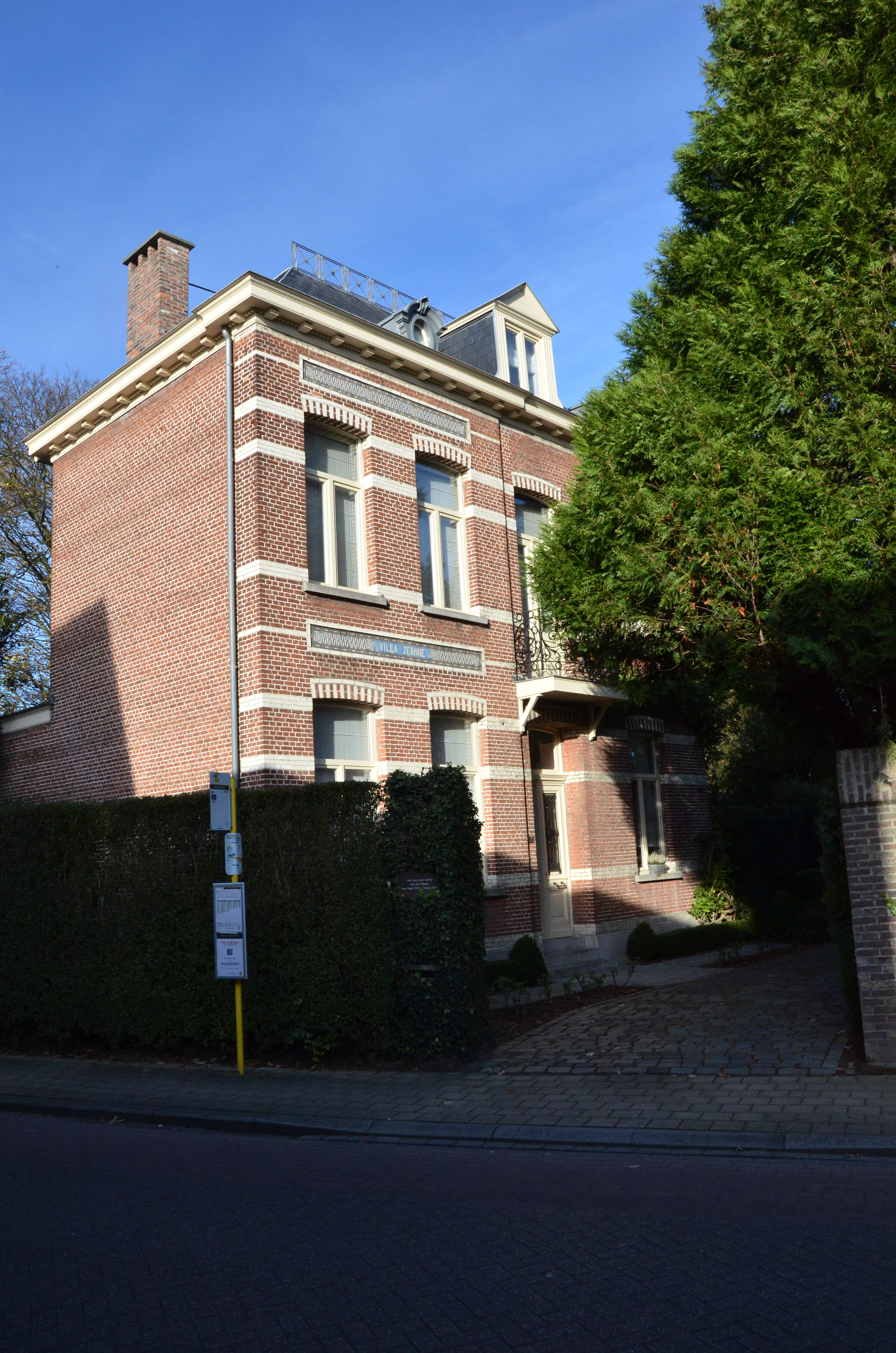
Villa Jeanne

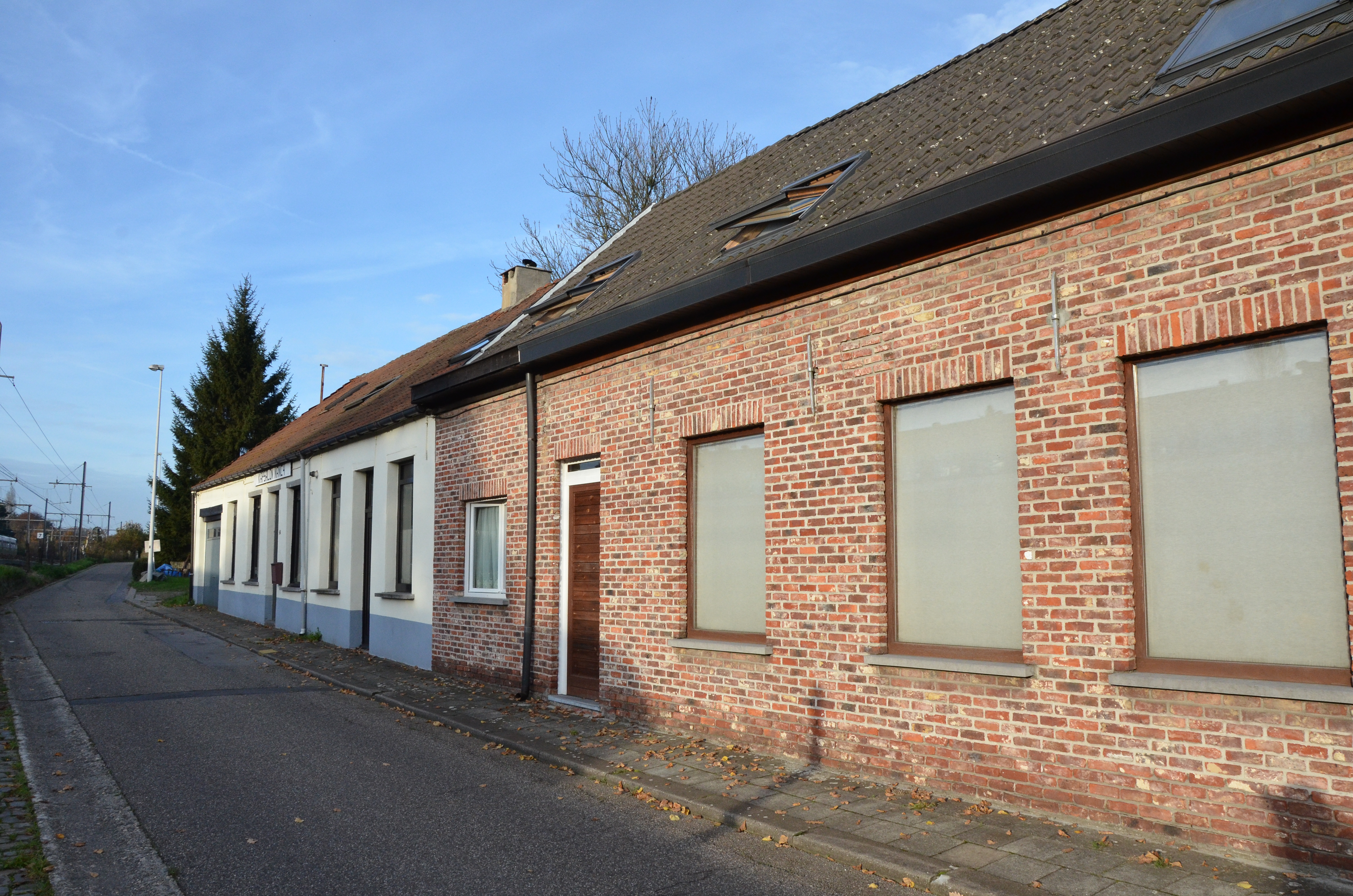
Arbeiderswoningen aan de Elzenstraat

- De laatgotische Sint-Laurentiuskerk uit witte zandsteen dateert van 1500. De kerk werd zwaar beschadigd tijdens de Godsdienstoorlogen, de Franse Revolutie en beide wereldoorlogen. Bij de restauratie van 1967 1969 werd zij vergroot met twee zijbeuken, een doopkapel, met romaanse doopvont van 1200 en een sacristie. Op het hoogkoor staat het barokorgel van L. Delhay van 1776. De lambrisering dateert van omstreeks 1700. De kruisweg is l9de-eeuws. De Sint-Laurentius van de preekstoel is laat-18de-eeuws en het Onze-Lieve-Vrouwebeeld vermoedelijk 19de-eeuws. Er bevindt zich een historische VTB-plaat aan de ingang van het kerkdomein en er is een VTB-plaat voor gedicht Paul van Ostaijen "Mark groet 's morgens de dingen" binnen in de nabijgelegen bibliotheek in CC De Markgraaf.
- De Sint-Jozefskerk
- Het kasteel Weyninckxhoven aan de Geelhandlaan met conciërgewoning en remise wordt in 1270 vermeld; het kwam in 1762 onder Hove. Het symmetrische gebouw kreeg omstreeks 1900 een vleugel toegevoegd. In 1951 werd het gemeentehuis met bijbehorend politiekantoor. Het domein heeft een grote speeltuin met omwalde vijver.
- Het kasteel Rattennest aan de Mortselsesteenweg was in de 17de eeuw het rijke buitenverblijf van de bankiersfamilie Spinola van Genua.
- Het kasteel Cappenberg aan de Wouwstraat, vroeger stede van Jan Willebeys, maakt van eind 18de eeuw deel uit van Hove. Tijdens de Franse bezetting (1794-1815) werden er geheime missen gelezen. Leiders van de Boerenkrijg vergaderden er vele malen. Lange tijd werd het bewoond door verscheidene adellijke families als "hof van plaisantie". Nu huist hier de school voor bijzonder lager onderwijs Ritmica.
- Het kasteel Hoveberg van 1897, werd in 1920 heropgebouwd na de vernielingen uit de Eerste Wereldoorlog. Hier wonen mentaal gehandicapte volwassenen.
- Het Kostershuisje uit 1845 aan de Kapelstraat is het gemeentelijk Sprookjeshuisje geworden.
- Het kasteel Rodenburg van 1902
- Het kasteel Borgland
- De Modelhoeve aan de Lintsesteenweg, nu Feestzaal "Hof van Wayenborch" en de Lauwhoeve.
- De villa Marstboom (Appelkantstraat 1) als een vroeg ontwerp uit 1925 van E. Van Steenbergen geheel in de stijl van de nieuwe zakelijkheid. De herenhuizen aan de Meylstraat 20 en 22 en aan de Edegemsestraat 19 en 21 zijn beschermd voor hun historische waarde (19de eeuw).

Al deze gebouwen zijn beschermde monumenten of behoren tot een beschermd dorpsgezicht.
- De bouwpastoor van de Sint-Jozefparochie, Van Gaal, richtte de Volkssterrenwacht Urania op. Deze is gevestigd aan de Jozef Mattheessensstraat 60. De Uraniatoren werd ingehuldigd op 31 oktober 1970 en is 12 meter hoog. In het voorjaar van 2003 werd een nieuwe, professionele 40 cm telescoop geïnstalleerd. Volkssterrenwacht Urania heeft als doel sterrenkunde, weerkunde en ruimtevaart te populariseren door het organiseren van cursussen en het ontvangen van bezoekers. Bovendien biedt Urania de kans ook op praktisch gebied astronomie te beoefenen.

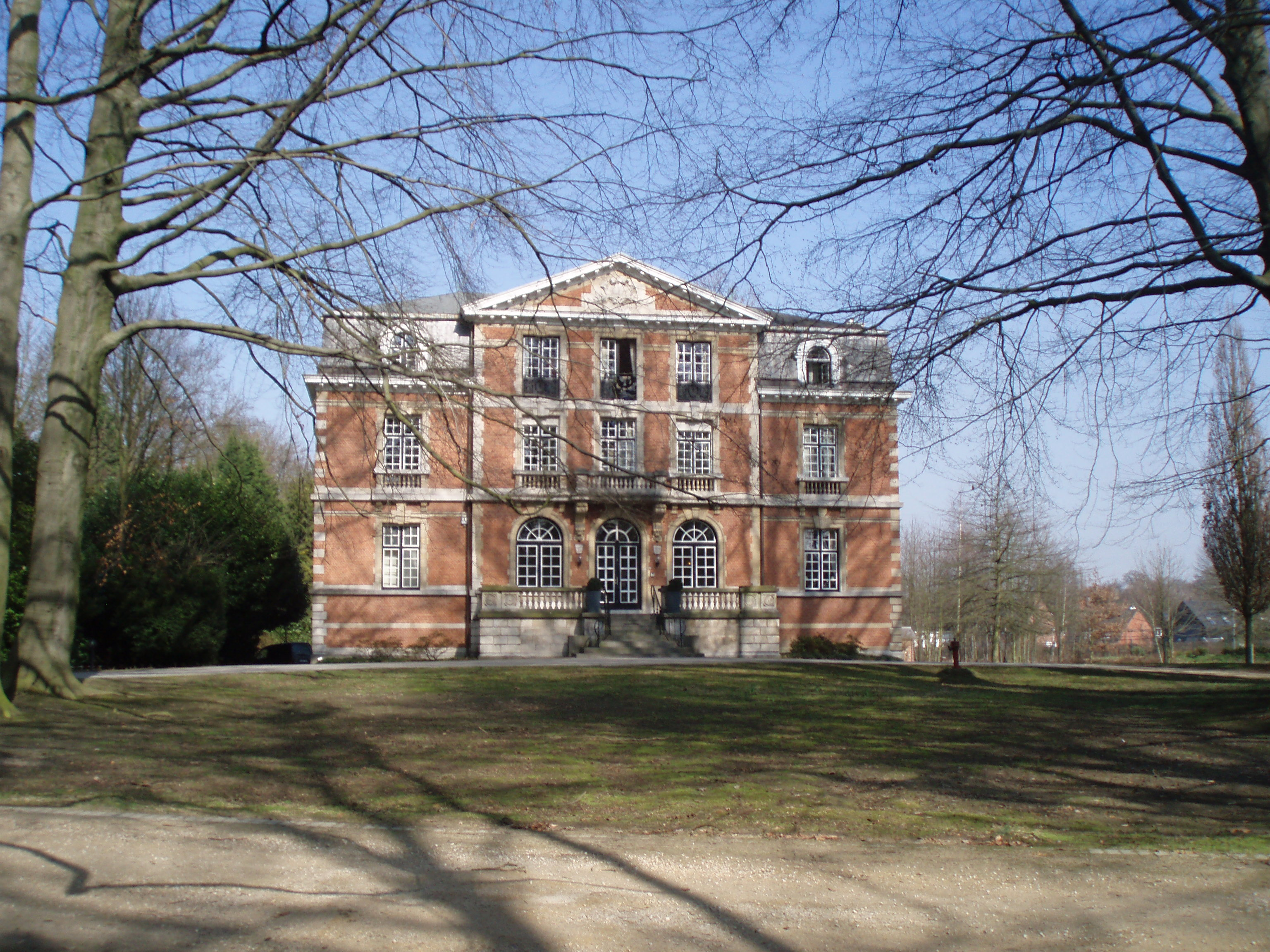
kasteel Hoveberg, Edegemsestraat

- kasteel Hoveberg, EdegemsestraatLangs de Geelhandlaan, die de Sint-Laurentiuskerk met het gemeentehuis verbindt, is de relatieve afstand tussen de planeten van het zonnestelsel aangegeven met educatieve VTB-platen.
- Aan Villa Jeanne, Lintsesteenweg 95, staat een VTB-bord voor dichter Paul Van Ostaijen, die hier voor 1914 verbleef en er het gedicht "Mark groet 's morgens de dingen" schreef.
- Architect Loos ontwierp het oorlogsmonument van 1946 en beeldhouwer P. De Cuyper voerde het uit.
- In de René Verbeecklaan verwijst een VTB-bord naar deze Hovese dichter en in de Jan Baptist Huysmanslei naar deze romantische schilder en wereldreiziger.

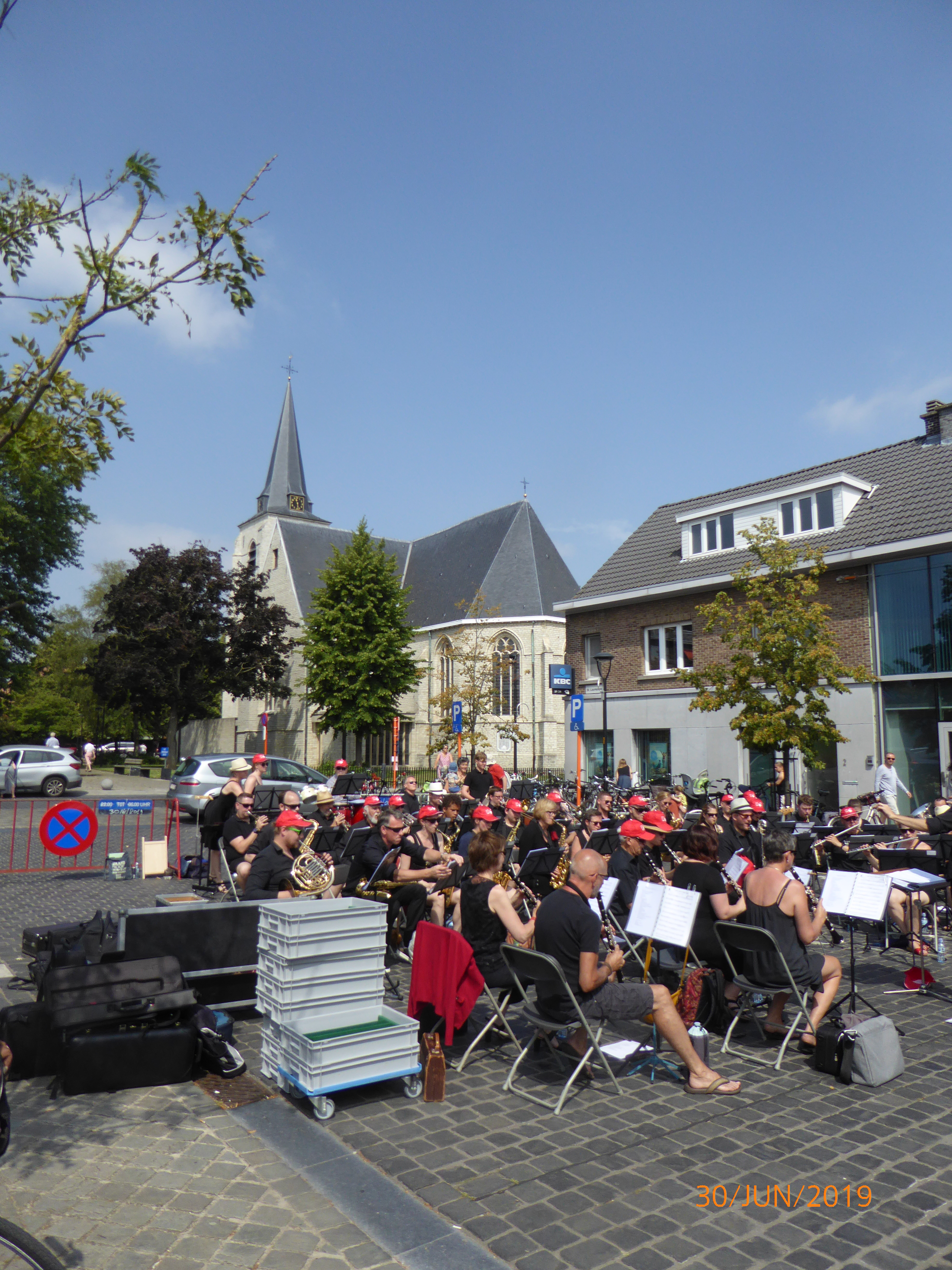
optreden harmonie Sint-Laureys met Sint-Laurentiuskerk op achtergrond

## Natuur en landschap
Hove ligt in een zandig tot zandlemig gebied met een hoogte van 6-22 meter. Hove is sterk verstedelijkt en sluit aan bij de Antwerpse agglomeratie. De volgende groene gebieden zijn in Hove aanwezig.
- Gemeentepark buiten de vijver + bos: 79.374 m²
- Gemeentepark binnen de vijver: 23.880 m²
- Omgeving Sint-Laurentiuskerk en gemeentelijk centrum De Markgraaf: 6.337 m²
- Terreinen gelegen aan de Geelhandlaan: 9.511 m²
- Terreinen rond de sporthal Paul van Ostaijenlaan: 38.809 m²
- Landschapspark Frijthout (16 ha) in de bronvallei van de Koude Beek
- Het Uilenbos ligt tegen de grens met Boechout en maakt deel uit van het Bos van Moretus. Er zit een grote populatie reeën. Het werd in 2017 aangekocht door Natuurpunt met steun van de gemeente Hove en de Provincie Antwerpen.

## Demografie
| Demografische ontwikkeling van Hove tussen 1806 en 2025                                              |
| --- |
| |
| Bron: NIS. Opmerking: 1806 tot en met 1981 = volkstellingen; 1990 en later = inwonertal op 1 januari |

| Inwoners van jaar tot jaar op 1 januari 1992 tot heden | Inwoners van jaar tot jaar op 1 januari 1992 tot heden | Inwoners van jaar tot jaar op 1 januari 1992 tot heden |
| jaar                                                   | Aantal                                                 | Evolutie: 1992=index 100                               |
| ------------------------------------------------------ | ------------------------------------------------------ | ------------------------------------------------------ |
| 1992                                                   | 8.108                                                  | 100,0                                                  |
| 1993                                                   | 8.121                                                  | 100,2                                                  |
| 1994                                                   | 8.130                                                  | 100,3                                                  |
| 1995                                                   | 8.186                                                  | 101,0                                                  |
| 1996                                                   | 8.267                                                  | 102,0                                                  |
| 1997                                                   | 8.285                                                  | 102,2                                                  |
| 1998                                                   | 8.391                                                  | 103,5                                                  |
| 1999                                                   | 8.344                                                  | 102,9                                                  |
| 2000                                                   | 8.306                                                  | 102,4                                                  |
| 2001                                                   | 8.277                                                  | 102,1                                                  |
| 2002                                                   | 8.261                                                  | 101,9                                                  |
| 2003                                                   | 8.162                                                  | 100,7                                                  |
| 2004                                                   | 8.155                                                  | 100,6                                                  |
| 2005                                                   | 8.177                                                  | 100,9                                                  |
| 2006                                                   | 8.307                                                  | 102,5                                                  |
| 2007                                                   | 8.298                                                  | 102,3                                                  |
| 2008                                                   | 8.323                                                  | 102,7                                                  |
| 2009                                                   | 8.212                                                  | 101,3                                                  |
| 2010                                                   | 8.199                                                  | 101,1                                                  |
| 2011                                                   | 8.190                                                  | 101,0                                                  |
| 2012                                                   | 8.199                                                  | 101,1                                                  |
| 2013                                                   | 8.198                                                  | 101,1                                                  |
| 2014                                                   | 8.216                                                  | 101,3                                                  |
| 2015                                                   | 8.193                                                  | 101,0                                                  |
| 2016                                                   | 8.141                                                  | 100,4                                                  |
| 2017                                                   | 8.152                                                  | 100,5                                                  |
| 2018                                                   | 8.115                                                  | 100,1                                                  |
| 2019                                                   | 8.125                                                  | 100,2                                                  |
| 2020                                                   | 8.277                                                  | 102,1                                                  |
| 2021                                                   | 8.287                                                  | 102,2                                                  |
| 2022                                                   | 8.311                                                  | 102,5                                                  |
| 2023                                                   | 8.444                                                  | 104,1                                                  |
| 2024                                                   | 8.406                                                  | 103,7                                                  |
| 2025                                                   | 8.366                                                  | 103,2                                                  |

## Politiek

### Structuur
De gemeente Hove ligt in het kieskanton Kontich, het provinciedistrict Boom, het kiesarrondissement Antwerpen en ten slotte de kieskring Antwerpen.
| Hove             | Hove             | Supranationaal         | Nationaal                         | Nationaal           | Gemeenschap         | Gewest              | Provincie           | Arrondissement  | Provinciedistrict | Kanton          | Gemeente        |
| ---------------- | ---------------- | ---------------------- | --------------------------------- | ------------------- | ------------------- | ------------------- | ------------------- | --------------- | ----------------- | --------------- | --------------- |
| Administratief   | Niveau           | Europese Unie          | België                            | België              | Vlaanderen          | Vlaanderen          | Antwerpen           | Antwerpen       | Antwerpen         | Antwerpen       | Hove            |
| Administratief   | Bestuur          | Europese Commissie     | Belgische regering                | Belgische regering  | Vlaamse Regering    | Vlaamse Regering    | Deputatie           | Deputatie       | Deputatie         | Deputatie       | Gemeentebestuur |
| Administratief   | Raad             | Europees Parlement     | Kamer van volksvertegenwoordigers | Vlaams Parlement    | Vlaams Parlement    | Vlaams Parlement    | Provincieraad       | Provincieraad   | Provincieraad     | Provincieraad   | Gemeenteraad    |
| Kiesomschrijving | Kiesomschrijving | Nederlands Kiescollege | Kieskring Antwerpen               | Kieskring Antwerpen | Kieskring Antwerpen | Kieskring Antwerpen | Kieskring Antwerpen | Antwerpen       | Boom              | Kontich         | Hove            |
| Verkiezing       | Verkiezing       | Europese               | Federale                          | Federale            | Vlaamse             | Vlaamse             | Provincieraads-     | Provincieraads- | Provincieraads-   | Provincieraads- | Gemeenteraads-  |

### Schepencollege
–  Thierry Lens: Burgemeester (Hove, natuurlijk!) : Veiligheid (politie en brandweer), Burgerlijke Stand, Middenstand, Patrimonium en Erfgoed, Mobiliteit (inclusief intergemeentelijk mobiliteitsplan), Intergemeentelijke Samenwerking.
–  Bart Van Cauwenbergh: Eerste schepen (N-VA) : ICT, Openbare Werken, Afvalbeleid en Duurzaamheid, Noord-Zuid Ontwikkelingssamenwerking, Dierenwelzijn.
–  Dave Van den Bergh: Tweede schepen (Hove, natuurlijk!) : Ruimtelijke Ordening inclusief Milieu-, Vergunnings- en Woonbeleid, Financiën, Personeel.
–  Lenn De Cleene: Derde schepen (N-VA) :Jeugd, Sport, Cultuur (inclusief Bib), Onderwijs en BKO (Buitenschoolse Kinderopvang), Toerisme.

–  Sofie Lemmens: Vierde schepen en voorzitter Bijzonder Comité Sociale Dienst (Hove, natuurlijk!) : Sociaal Beleid (inclusief Eerstelijns Gezondheidszorg en Verzilvering, DGAT en Dienstencentrum), Communicatie

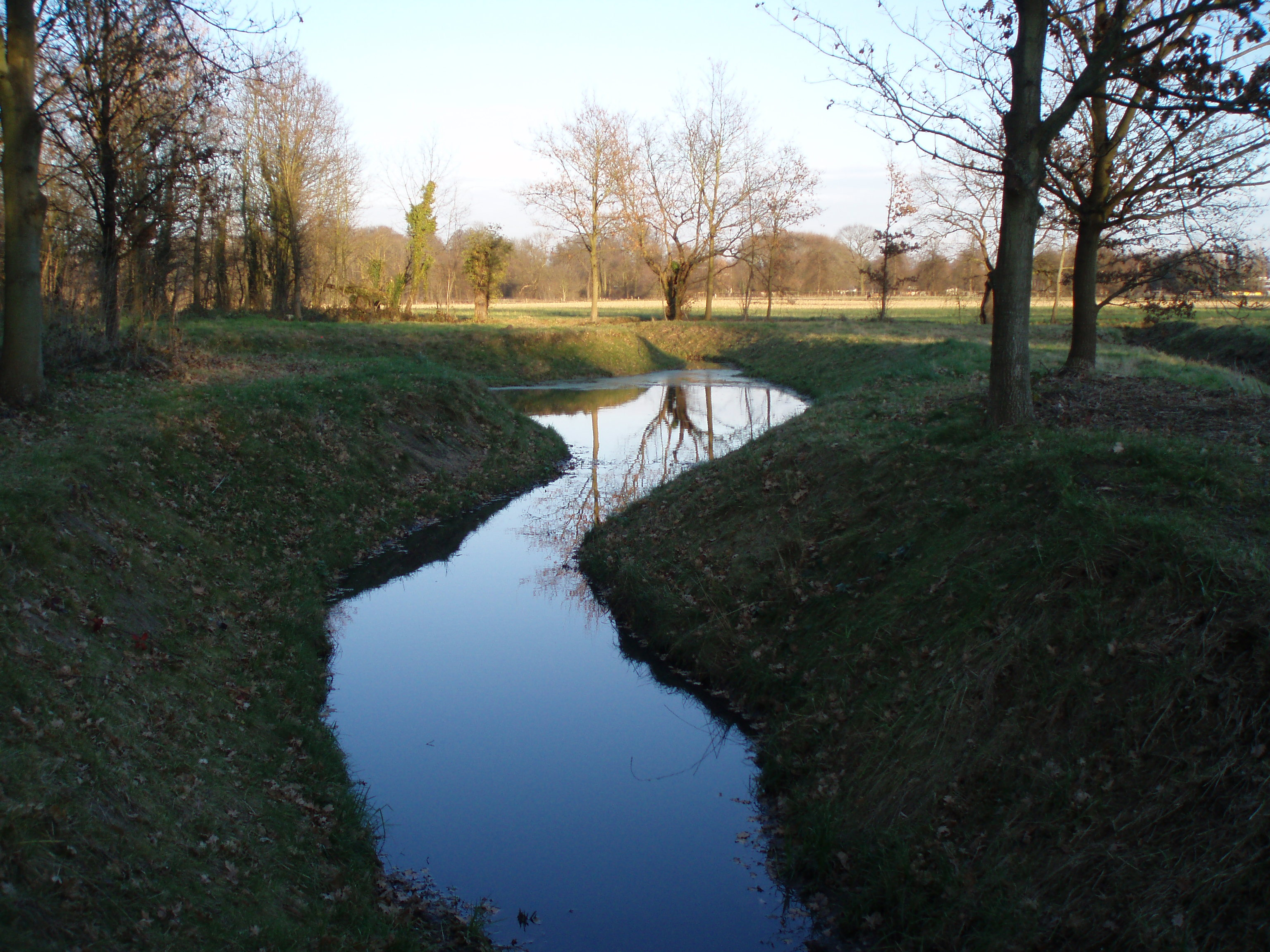
domein Frijthout, meander Koude beek

Algemeen Directeur: Anke Dehuisser.

### Geschiedenis

#### Lijst van burgemeesters
| Periode | Periode      | Burgemeester                       |
| ------- | ------------ | ---------------------------------- |
|         | 1830 - ?     | Jan-Frans Gellynck                 |
|         | ...          |                                    |
|         | 1870 - 1886  | Jan Jozef Oliviers                 |
|         | 1886 - 1896  | Ludovicus Jaak Van Linden          |
|         | 1896 - 1920  | Vincent Bavais                     |
|         | 1920 - 1926  | Léon Dumortier                     |
|         | 1926 - 1941  | Jozef Mattheessens                 |
|         | 1941 - 1944  | Pieter Vorlat                      |
|         | 1947 - 1958  | Albert Claessens                   |
|         | 1959 - 1970  | Albert Beyltjens                   |
|         | 1971 - 1988  | Frank Swaelen (CVP)                |
|         | 1989 - 2012  | Luc Vuylsteke de Laps (CVP / CD&V) |
|         | 2013 - 2021  | Koen Volckaerts (N-VA)             |
|         | 2022 - 2024  | Bart Van Couwenberghe (N-VA)       |
|         | 2024 - heden | Thierry Lens (Hove, natuurlijk!)   |

#### Legislatuur 2013–2018

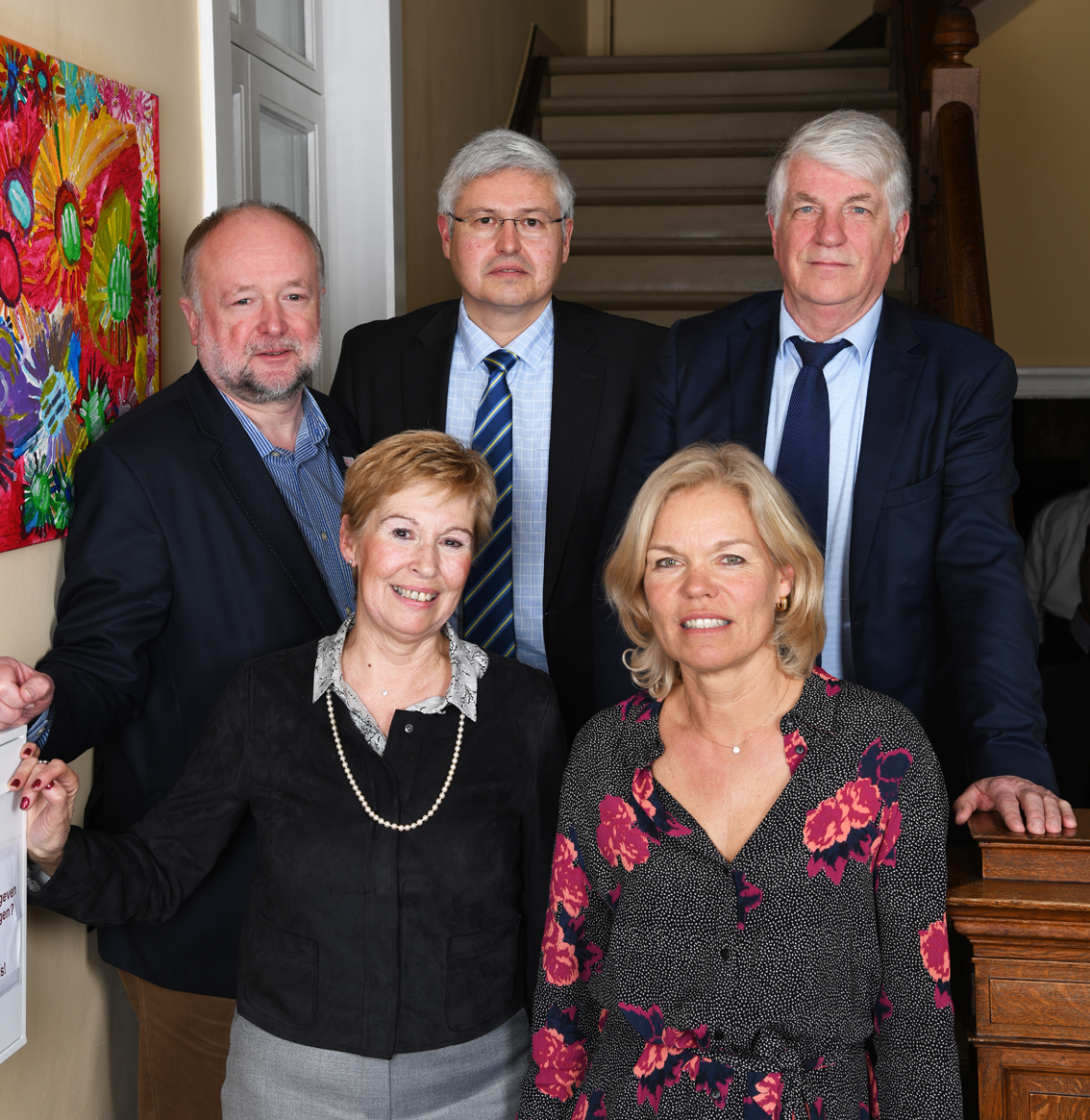
schepencollege 2019-2024

In de aanloop naar de verkiezingen 2012 had het progressief kartel 'Hove Beweegt' (sp.a, Groen en onafhankelijke) van voorzitter Dirk Arts al laten weten geen vragende partij te zijn om de coalitie met CD&V verder te zetten. Die CD&V van zittend burgemeester Luc Vuylsteke de Laps besloot in kartel op te komen met VLD omwille van de vele raakpunten tussen beide partijen. Vlaams Belang (tijdens de verkiezingen van 2006 nog in kartel met 'Leefbaar Hove' en enkele onafhankelijken onder de naam Vlaams Kartel) kwam deze verkiezingen op eigen kracht op, evenals N-VA en de lokale partij pH7 (Positief Hove 7). Lijsttrekkers waren respectievelijk Goede Breyne (ph7), Luc Vuylsteke (CD&V-Open Vld), Jo Ampe (Hove Beweegt), Koen Volckaerts (N-VA) en Johan Verwerft (Vl.Belang).
Winnaars van de verkiezingen waren pH7 (een samensmelten van de christendemocratische scheurlijst Hovan uit 1994 met een liberale scheurlijst in 2006) dat 2,7% meer kiezers kon overtuigen en een extra zitje in de gemeenteraad won (5) en N-VA (+24%) dat van geen naar 6 gemeenteraadsleden steeg. In het kamp van de verliezers alle andere partijen, met op kop het kartel CD&V-Open Vld dat een verlies moest inkasseren van 13,8% ten overstaan van hun gemeenschappelijk stemmenaantal in 2006 (van 5+2 zetels naar 4) en Vlaams Belang (−8,03% en geen vertegenwoordiging meer in de gemeenteraad). Ten slotte moest ook het progressief kartel Hove Beweegt 4,87% stemmen inleveren (−2 zetels).
Luc Vuylsteke De Laps (CD&V-Open Vld, 567) kreeg de meeste voorkeurstemmen, voor Koen Volckaerts (N-VA, 550), Jo Ampe (Hove beweegt, 423), Goede Breyne (ph7, 295) en Els Pauwels (CD&V-Open Vld, 240). Na de verkiezingen sloten N-VA en PH7 samen een meerderheid. N-VA-er Koen Volckaerts werd burgemeester. Eind 2013 bevond de coalitie zich in een diepe crisis, onder andere door uitspraken van burgemeester Koen Volckaerts over een fusie van Hove met Boechout en een wisselmeerderheid van N-VA met CD&V over een kostenbesparing bij het OCMW, waarop pH7 tegen de financiële meerjarenplanning stemde.

#### Legislatuur 2019–2024
Na de verkiezingen van oktober 2018 werd de nieuwe coalitie onder burgemeester Koen Volckaerts (N-VA) gevormd door de N-VA en het kartel Fan van Hove. Samen vormden ze een nipte meerderheid van 10 op 19 zetels. In 2022 werd Koen Volckaerts als burgemeester opgevolgd door Bart Van Couwenberghe (N-VA).

#### Legislatuur 2024-2030
Bij de verkiezingen van oktober 2024 werd de nieuwe lokale partij Hove, natuurlijk! de grootste partij. Deze vormde een coalitie met N-VA, die samen over 12 van de 19 zetels beschikken. Thierry Lens (Hove, natuurlijk!) werd burgemeester.

#### Resultaten gemeenteraadsverkiezingen sinds 1976
| Partij of kartel     | Partij of kartel                                       | 10-10-1976 | 10-10-1976 | 10-10-1982 | 10-10-1982 | 09-10-1988 | 09-10-1988 | 09-10-1994 | 09-10-1994 | 08-10-2000 | 08-10-2000 | 08-10-2006 | 08-10-2006 | 14-10-2012 | 14-10-2012 | 14-10-2018 | 14-10-2018 | 13-10-2024 | 13-10-2024 |
| Stemmen / Zetels     | Stemmen / Zetels                                       | %          | 17         | %          | 19         | %          | 19         | %          | 19         | %          | 19         | %          | 19         | %          | 19         | %          | 19         | %          | 19         |
| -------------------- | ------------------------------------------------------ | ---------- | ---------- | ---------- | ---------- | ---------- | ---------- | ---------- | ---------- | ---------- | ---------- | ---------- | ---------- | ---------- | ---------- | ---------- | ---------- | ---------- | ---------- |
|                      | Agalev1/ BEWEEGC/ Hove BeweegtD                        | -          |            | 8,481      | 1          | 14,271     | 2          | 21,33C     | 4          | 23,75C     | 5          | 26,51D     | 6          | 21,64D     | 4          | 21,5D      | 4          | 27,5D      | 5          |
|                      | SP1/ BEWEEGC/ Hove BeweegtD                            | 7,621      | 0          | 12,251     | 2          | 10,251     | 1          | 21,33C     | 4          | 23,75C     | 5          | 26,51D     | 6          | 21,64D     | 4          | 21,5D      | 4          | 27,5D      | 5          |
|                      | HOVAN1/ pH7-Positief Hove2/ Hove natuurlijk3           | -          |            | -          |            | -          |            | 13,031     | 2          | 9,751      | 1          | 19,802     | 4          | 22,502     | 5          | 25,12      | 5          | 32,13      | 7          |
|                      | CVP1/ CD&V2/ CD&V-Open VldA/ Fan van HoveB             | 50,101     | 11         | 43,421     | 10         | 39,071     | 9          | 28,571     | 7          | 25,221     | 6          | 23,612     | 5          | 22,47A     | 4          | 19,4B      | 4          | 15,1B      | 2          |
|                      | PVV1/ VLD2/ VLD-VIVANT3/ CD&V-Open VldA/ Fan van HoveB | 9,891      | 1          | 11,901     | 2          | 19,481     | 4          | 16,292     | 3          | 20,932     | 4          | 12,663     | 2          | 22,47A     | 4          | 19,4B      | 4          | 15,1B      | 2          |
|                      | VU1/ VU&ID2/ N-VA3                                     | 22,871     | 4          | 20,311     | 4          | 16,941     | 3          | 10,851     | 2          | 7,512      | 1          | 5,103      | 0          | 29,103     | 6          | 28,93      | 6          | 25,33      | 5          |
|                      | Vlaams Blok1/ Vlaams Kartel2/ Vlaams Belang3           | -          |            | -          |            | -          |            | 9,931      | 1          | 12,851     | 2          | 12,322     | 2          | 4,293      | 0          | 5,13       | 0          | -          |            |
|                      | Vrij.hove.                                             | 9,52       | 1          | 3,65       | 0          | -          |            | -          |            | -          |            | -          |            | -          |            | -          |            | -          |            |
| Totaal stemmen       | Totaal stemmen                                         | 4514       | 4514       | 5064       | 5064       | 5436       | 5436       | 5470       | 5470       | 5796       | 5796       | 6025       | 6025       | 5876       | 5876       | 5895       | 5895       | 4633       | 4633       |
| Opkomst %            | Opkomst %                                              |            |            |            |            | 95,33      | 95,33      | 92,06      | 92,06      | 92,63      | 92,63      | 93,91      | 93,91      | 91,80      | 91,80      | 92,2       | 92,2       | 71,8       | 71,8       |
| Blanco en ongeldig % | Blanco en ongeldig %                                   | 3,21       | 3,21       | 3,08       | 3,08       | 2,91       | 2,91       | 4,61       | 4,61       | 2,64       | 2,64       | 2,84       | 2,84       | 1,68       | 1,68       | 2,1        | 2,1        | 0,8        | 0,8        |

De zetels van de gevormde coalitie staan vetjes

## Cultuur

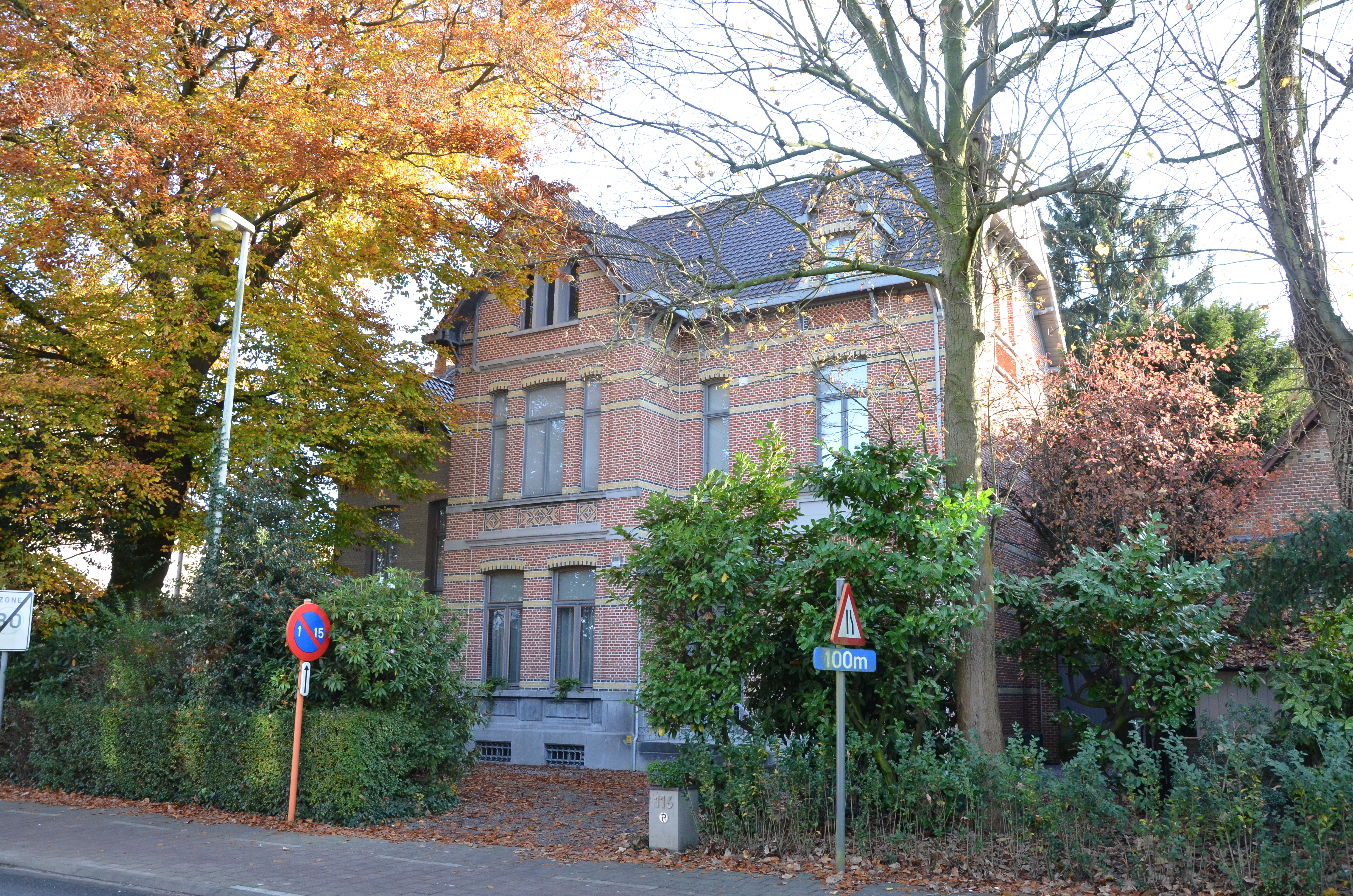
Landhuis Bloemenhof

### Bijnamen
De bijnaam van de Hovenaars is "keeskoppen". De Hovenaars droegen op het einde van de 16de eeuw de bijnaam van Cardinalisten (aanhangers van kardinaal Granvelle). Granvelle was een van de invloedrijkste raadgevers van Margaretha van Parma, die de Nederlanden bestuurde onder het bewind van Filips II. De vete van de kardinaal met Oranje en Egmond (1563) deed twee partijen ontstaan, de kardinalisten en de anti-kardinalisten. De Hovenaars droegen ook de spotnaam van Keescoppen naar een gekend spotliedje:
'Dye van Hoof zen geschoren,
's Hebbe 'ne keescop van 'nen thoren.
Dye van Meurtsel sen soo ryck,
's Hebben nen thoren met nen blyck.
Dey van Eeghem sen soo fel,
's Hebben 'n klok en een bel.'
Daarnaast staan de inwoners van de gemeente Hove in de omringende gemeenten bekend als 'Praatjesmakers'.
Sinds 2005 wordt elke 2 jaar de kunsttentoonstelling AchterGlas georganiseerd. Diverse kunstenaars (Schilder- en beeldhouwwerk, glas, keramiek) tonen werk achter de ramen van de huizen in het smallere deel van de straat en in de St.-Laurentiuskerk. De ramen zijn 's avonds verlicht en bieden niet enkel een beetje Cultuur, maar helpen ook de passanten door de donkere dagen van Januari

### Evenementen
- Hove Live was een kleinschalig muziekfestival dat opgericht werd in Hove en georganiseerd werd begin september in het plaatselijke gemeentepark. Jeugdhuis TJOK organiseert geregeld optredens in het gemeentepark.
- De eerste zaterdag na Driekoningen is er een Driekoningenactiviteit en kerstboomverbranding.
- Het laatste volledig weekend van augustus zijn er zomer-endfeesten en vroeger was er elk jaar een wielerwedstrijd "De Ster der Beloften" voor internationale liefhebbers en de Vlaamse Pijl der Nieuwelingen.

### Verenigingen
Het koninklijk harmonieorkest "Sint-Laureys", werd opgericht op 10 december 1878 als "Fanfaren Sint-Laurentius". Een vijftigtal verenigingen zijn aangesloten bij de Gemeentelijke Cultuurraad.

### Media
Dorpskrant "De Hovenaar" brengt maandelijks nieuws uit de gemeente. De digitale dorpskrant "Gazet van Hove" zorgt voor dagelijks nieuws uit de gemeente, achtergronden en commentaren.
De vrije radio Zuidrand (FM 105.1) heeft zijn zendmast staan op het stadion van Hove Sport aan de Leon Dumortierstraat en brengt dagelijks nieuws uit de regio en ontspanning.
De Vlaamse kinderserie Samson en Gert is deels in Hove opgenomen. Het "Samson en Gert Huis" is nog steeds te vinden aan de Leon Dumortierstraat.

### Streekproducten
Culinaire specialiteiten van de gemeenten zijn Congolaiskes (chocolade) en het bier Hoofse Gaffel. Er is een artisanale bierbrouwerij (De Keukenbrouwers) met verschillende biersoorten gelegen in de Vredestraat.

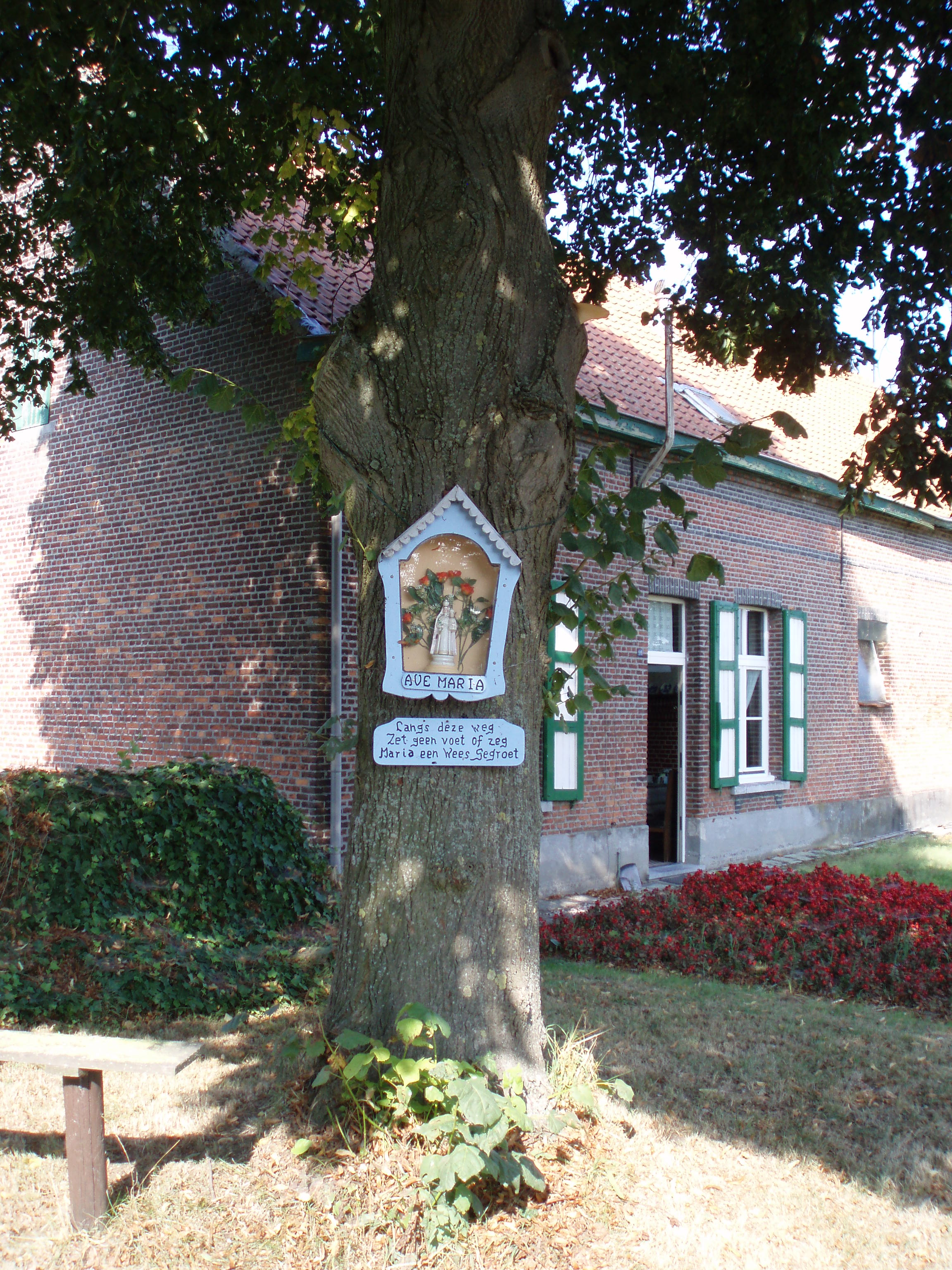
veldkapel in de Boshoekstraat

## Religie en levensbeschouwing
De gemeente Hove wordt bestreken door drie parochies. Sint-Laurentius bestrijkt alleen het grondgebied van Hove. Sint-Jozef bestrijkt voor 2/3 grondgebied van Hove en voor 1/3 grondgebied van Kontich. Onze-Lieve-Vrouw Geboorte bestrijkt de grondgebieden van Hove (4%) en Lint (96%).

## Mobiliteit

### Openbaar vervoer
De spoorlijn Antwerpen-Brussel doorsnijdt de gemeente. Het station Hove ligt op de spoorlijnen 25 en 27 (Antwerpen - Brussel). Het oude stationsgebouw is omgevormd tot een taverne. Er rijden bussen naar Mortsel, Edegem, Kontich, Lint, Duffel, Antwerpen.

### Wegennet
De westgrens van Hove wordt gevormd door de gewestweg N1, die leidt naar de steden Antwerpen en Brussel en bereikbaar is vanaf Antwerpse Ring afrit 4 en 5. Door de gemeente Kontich is er aansluiting op de snelweg A1/E19.

### Wandel en fietsroutes
In de gemeente zijn diverse wandel- en fietsroutes zijn uitgezet, onder andere de Brialmontroute en de Abraham Hansroute.

## Economie
Een belangrijke economische activiteit in de gemeente Hove is het onderwijs. De gemeente heeft geen industriezones en telt 9 land- en tuinbouwbedrijven. 12 bedrijven stellen meer dan vijf werknemers te werk. In de gemeente wonen vele hoge ambtenaren, kaderleden, magistraten, beoefenaars van vrije beroepen.
Er is een KMO-zone (baanwinkels en horeca) aan de N-1 Mechelsesteenweg.
De firma Alfacam ontstond in 1985 in Hove aan de Mechelsesteenweg. Het is een van de grootste bedrijven ter wereld wat betreft tv-facilitaire diensten met zo'n 150 werknemers. De vestiging ligt in buurgemeente Lint, naast het treinstation van Kontich. Er zijn televisiestudio's, waar onder andere Eén- en VTM-programma's worden opgenomen. De Antwerpse rechtbank van koophandel heeft midden april 2013 het faillissement van mediadienstenbedrijf Alfacam uitgesproken. Begin mei 2013 werd er door de kinderen van de stichters de bvba "Hove Media" opgericht, om interessante delen uit de faling terug te verwerven.

## Onderwijs
Kleuter en Lager Onderwijs

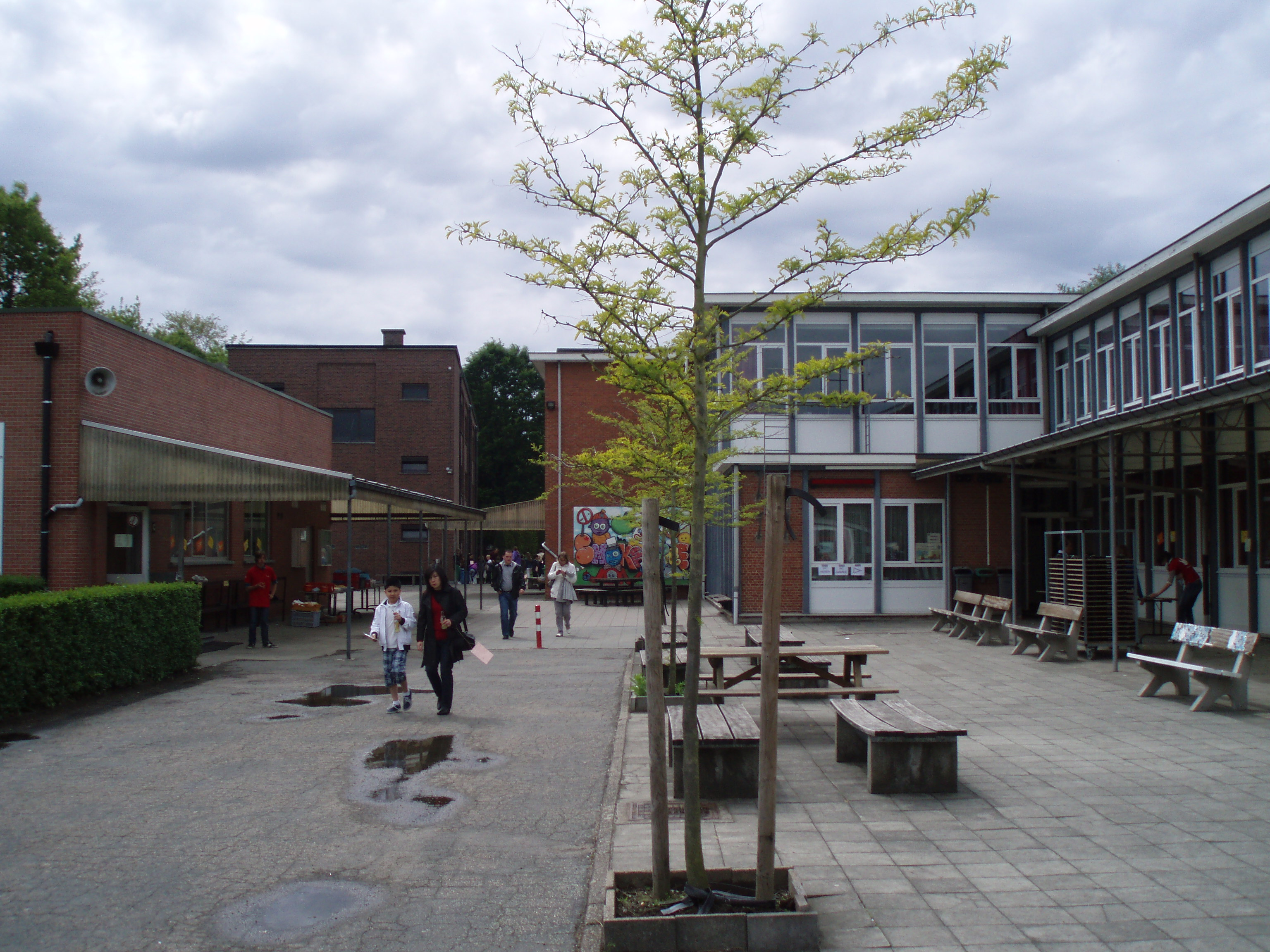
Regina Pacis

- 't Groen Schooltje, (GO!) Mortselsesteenweg 54
- Gemeenteschool "Albrecht Rodenbach", Onderwijsstraat 19.
- Regina Pacis, Boechoutsesteenweg 87
- RP2, Jozef Mattheessensstraat 62

Secundair Onderwijs
- Regina Pacis, (ASO) Mortselsesteenweg 70. De inrichtende macht is de vzw Onderwijsinrichtingen Zusters Christelijke scholen Zuid-Antwerpen.

Bijzonder Onderwijs

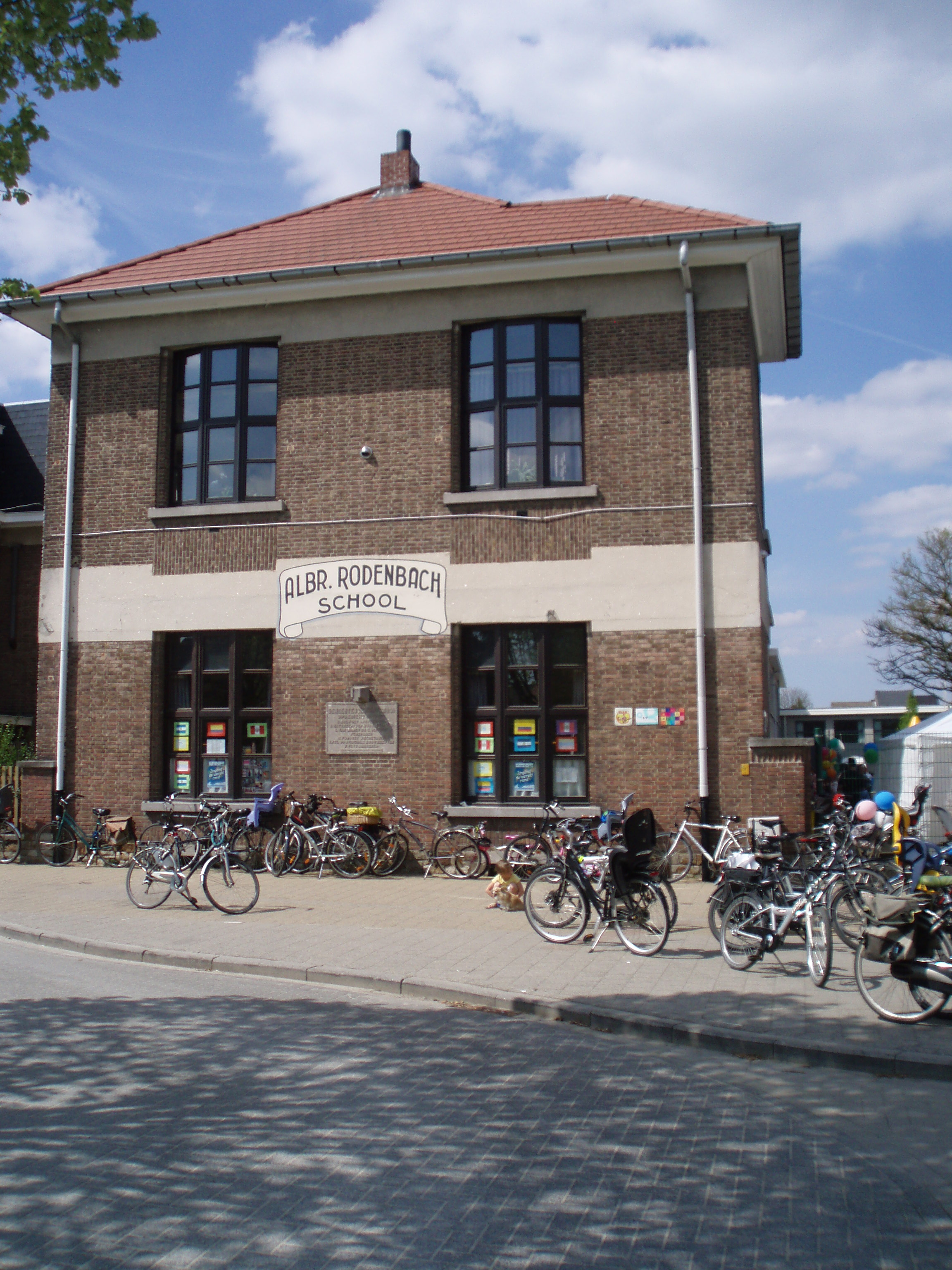
gemeenteschool Albrecht Rodenbach

- Ritmica, Wouwstraat 44. Pluralistisch.
- Gemeentelijke kunstacademie, met een lagere, middelbare en hogere graad gevestigd in het Gemeentelijk Centrum "De Markgraaf", Kapelstraat 8.
- Muziek- en Woordacademie van het Gemeenschapsonderwijs, Onderwijsstraat 19.

## Sport
- Voetbalclub K. Hove Sport is aangesloten bij de KBVB. De eerste ploeg speelt er in de provinciale reekse en de club heeft ook een damesafdeling. SK De Vrede en FC Copain spelen in het liefhebbersverbond (KVV-Koninklijke Vlaamse Voetbalbond). In het zaalvoetbal is de Hovese Liga vzw met verschillende clubs aangesloten.
- In het korfbal speelt Hove Korfbalclub in het gemeentepark.
- Wielerclub K. Hovese Vitesse Club.
- Tennisclub Sporting Club Hove heeft een sporthal aan de Elzenstraat 33.
- Daarnaast telt de gemeente verschillende biljartclubs, karate-, tafeltennis-, turn- en volleybalclubs. Een dertigtal sportclubs zijn aangesloten bij de Gemeentelijke Sportraad.

## Bekende Hovenaars

### Woonachtig
Bekende personen die woonachtig zijn of waren in Hove of een andere significante band met de gemeente hebben:
- Mira Bertels, zangeres
- Willy Courteaux, Shakespeare-vertaler
- Herman Deleeck, econoom en politicus voor de CVP
- Hans Herbots, regisseur
- Huib Hoste, architect
- Dirk Lavrysen, acteur
- Jan Leyers, zanger
- Hugo Matthysen, zanger
- Bart Peeters, zanger en televisiepresentator
- Manu Ruys, journalist
- Jan Merckx, journalist en medeoprichter van VTM
- Hilde Rens (Yasmine), zangeres
- Johan Van Dyck, ondernemer en brouwer, Seefbier

- Dirk Sterckx, journalist en politicus voor de Open Vld
- Willy Steveniers, basketbalspeler
- Frank Swaelen, politicus voor de CVP
- Saartje Vandendriessche, Vlaamse actrice, zangeres en omroepster
- Emiel van Hemeldonck, schrijver
- Paul van Ostaijen, schrijver en Vlaams activist
- Frans Verleyen, journalist
- Luc Vuylsteke de Laps, politicus voor de CVP / CD&V
- Yanina Wickmayer, tennisster
- Luc Van Gorp, voorzitter CM
- Koen Volckaerts, politicus voor de VU / N-VA Nieuw-Vlaamse Alliantie

## Nabijgelegen kernen
Lint, Boechout, Mortsel, Kontich, Edegem